# VBM Freccia
VBM Freccia je italské kolové bojové vozidlo pěchoty vyráběné společnostmi OTO Melara a Iveco.

## Vývoj
Vývoj bojových vozidle Freccia odvozených ze stíhače tanků Centauro začal v roce 1998 v návaznosti na potřebu italské armády nahradit transportéry M113. První prototyp byl dodán v roce 2002, sériová výroba se spustila ke konci roku 2008. Do roku 2017 armáda převzala všech 250 obrněnců. Druhá fáze počítá s dodáním dalších 381 kusů, přičemž všechny by se již měly nacházet ve službě.

## Design

### Výzbroj
Freccia je vybavena věží OTO Melara Hifist Plus (jedná se o vylepšenou verzi věže použité na pásovém BVP Dardo). Primární výzbroj tvoří 25mm automatický kanón, sekundární pak dva 7,62mm kulomety a případně také dvojice protitankových řízených střel Spike.

### Pancéřování
Pancíř na čele korby a věže by měl být odolný střelám do ráže 25 mm (některé zdroje uvádějí až 30 mm), ten na bocích pak střelám do ráže 14,5 mm. Vozidlo by mělo v základní verzi odolat explozí min o síle 6 kg TNT, v případě potřeby je možné ochranu proti minám zvýšit na 8 kg TNT.

### Pohon
Vozidla VBM Freccia jsou poháněna vznětovým motorem Iveco V6 o výkonu 550 koní s pětistupňovou převodovkou. Maximální rychlost na silnici činí 110 km/h.

## Uživatelé
- Itálie - k roku 2021 jediný uživatel VBM Freccia